# John Russell, VI duca di Bedford
John Russell, VI duca di Bedford (Woburn, 6 luglio 1766 – 20 ottobre 1839), è stato un politico inglese.

## Biografia
John era il figlio secondogenito di Francis Russell, marchese di Tavistock, primogenito di John Russell, IV duca di Bedford, e di sua moglie Lady Elizabeth Keppel, a sua volta figlia di Willem Keppel, II conte di Albemarle, e di Lady Anne Lennox.
Come la maggior parte dei componenti della famiglia Russell, Bedford intraprese una carriera politica nel partito whig. Sedette come deputato nel Parlamento per la circoscrizione elettorale di Tavistock (1788-1790), e fu Lord luogotenente d'Irlanda (1806-1807) durante il governo whig. Si oppose, come tanti nel suo partito che erano favorevoli al bonapartismo, alla Guerra peninsulare, credendo non si potesse né fosse opportuno vincerla. Con il figlio, pubblicò diversi scritti contro la guerra.
Venne nominato membro del Privy Council nel 1806 e nel 1830 venne incluso tra i cavalieri dell'Ordine della Giarrettiera.
Morì nel mese di ottobre 1839, all'età di 73 anni. Venne sepolto nella cappella di famiglia a Chenies.

## Matrimoni e figli

### Primo Matrimonio

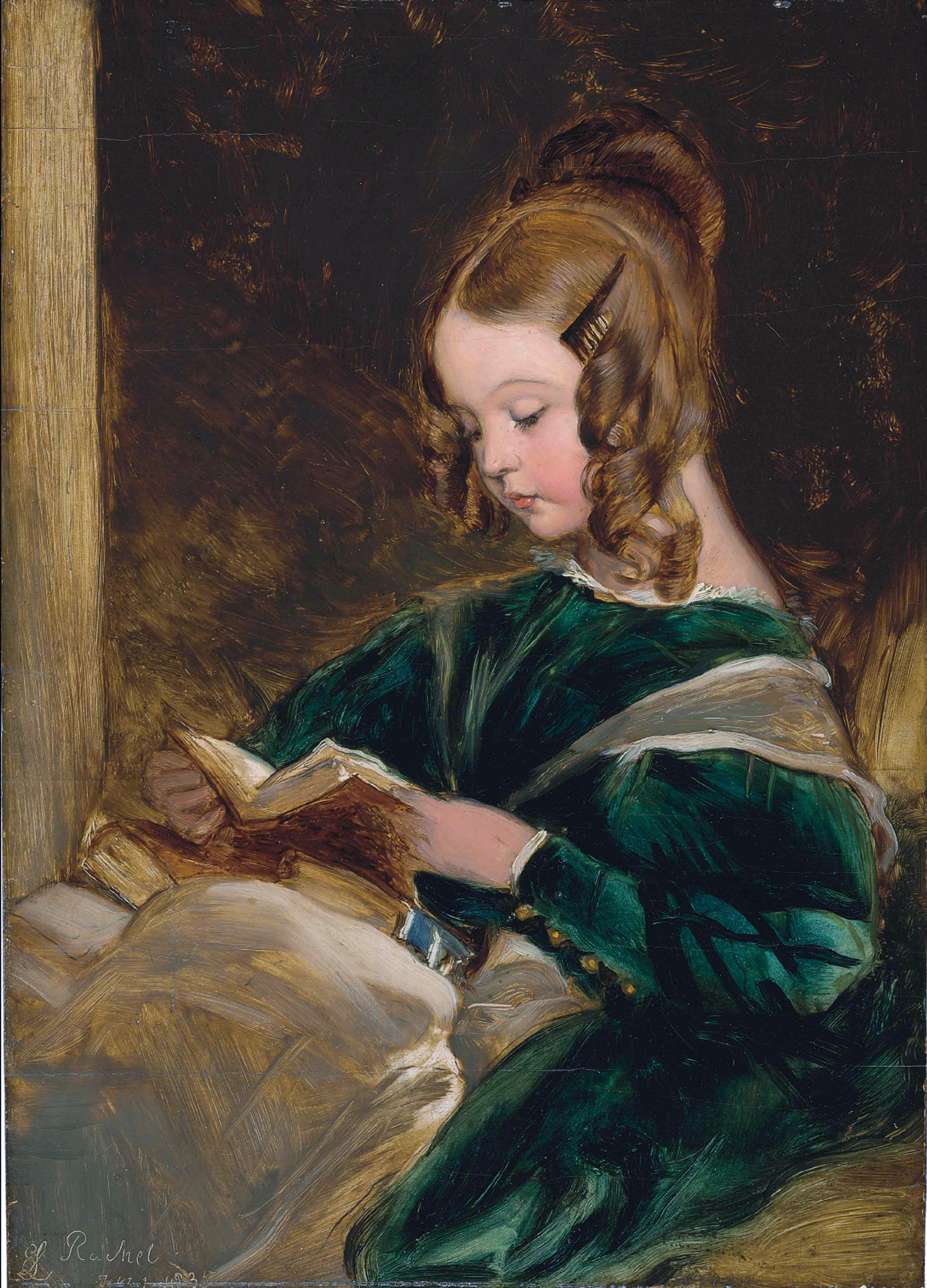
Ritratto di Rachel Russell, prima moglie di John Russell, VI duca di Bedford, di Edwin Henry Landseer, 1835.

Nel 1796 sposò Georgiana Byng, figlia di George Byng, IV visconte di Torrington. La coppia ebbe tre figli:
- Francis Russell, VII duca di Bedford (13 maggio 1788-14 maggio 1861);
- Lord George Russell (8 maggio 1790-16 luglio 1846);
- Lord John Russell (18 agosto 1792-28 maggio 1878), Primo Ministro e il nonno del filosofo Bertrand Russell.

Georgiana morì nell'ottobre 1801.

### Secondo Matrimonio

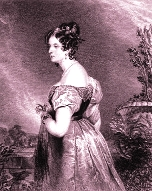
Ritratto di Georgina, duchessa di Bedford, seconda moglie del VI duca di Bedford.

Nel 1803 sposò Lady Georgiana, figlia di Alexander Gordon, IV duca di Gordon. Ebbero dieci figli, ma solo sette raggiunsero l'età adulta:
- Lady Georgiana Elizabeth Russell (? - 22 marzo 1867), sposò Charles Romilly ed ebbero figli;
- Reverendo Lord Wriothesley Russell (11 maggio 1804 - 6 aprile 1886), sposò Elizabeth Russell, sua cugina di secondo grado, non ebbero figli;
- Lord Edward Russell (24 aprile 1805 - 21 maggio 1887), sposò Mary Ann Taylor, non ebbero figli;
- Lord Charles James Fox Russell (10 febbraio 1807 - 29 giugno 1894), sposò Isabella Davies ed ebbero figli;
- Lady Louisa Jane Russell (8 luglio, 1812 - 31 marzo 1905), sposò James Hamilton, I duca di Abercorn ed ebbero figli;
- Lord Alexander Russell (16 settembre 1821 - 10 gennaio 1907), sposò Anne Holmes ed ebbero figli;
- Lady Evelyn Rachel Russell (1826 - 21 febbraio 1898), sposò Lord James Butler ed ebbero figli.

## Ascendenza
|                                          |                                               |                                           | Genitori                                            |  |  | Nonni |  |  | Bisnonni                                |  |  | Trisnonni                     |  |
|                                          |                                               |                                           |                                                     |  |  |       |  |  | Wriothesley Russell, II duca di Bedford |  |  | William Russell, lord Russell |  |
|                                          |                                               |                                           |                                                     |  |  |       |  |  | Wriothesley Russell, II duca di Bedford |  |  | William Russell, lord Russell |  |
|                                          |                                               | lady Rachel Wriothesley                   |                                                     |  |  |       |  |  | Wriothesley Russell, II duca di Bedford |  |  |                               |  |
| John Russell, IV duca di Bedford         |                                               |                                           |                                                     |  |  |       |  |  | Wriothesley Russell, II duca di Bedford |  |  |                               |  |
|                                          |                                               | Elizabeth Howland                         | John Howland                                        |  |  |       |  |  |                                         |  |  |                               |  |
|                                          |                                               | Elizabeth Howland                         | John Howland                                        |  |  |       |  |  |                                         |  |  |                               |  |
|                                          |                                               | Elizabeth Howland                         | Elizabeth Child                                     |  |  |       |  |  |                                         |  |  |                               |  |
| Francis Russell, marchese di Tavistock   |                                               | Elizabeth Howland                         |                                                     |  |  |       |  |  |                                         |  |  |                               |  |
|                                          |                                               | John Leveson-Gower, I conte Gower         | John Leveson-Gower, I barone Gower                  |  |  |       |  |  |                                         |  |  |                               |  |
|                                          |                                               | John Leveson-Gower, I conte Gower         | John Leveson-Gower, I barone Gower                  |  |  |       |  |  |                                         |  |  |                               |  |
|                                          |                                               | John Leveson-Gower, I conte Gower         | lady Catherine Manners                              |  |  |       |  |  |                                         |  |  |                               |  |
| lady Gertrude Leveson-Gower              |                                               | John Leveson-Gower, I conte Gower         |                                                     |  |  |       |  |  |                                         |  |  |                               |  |
|                                          |                                               | lady Evelyn Pierrepont                    | Evelyn Pierrepont, I duca di Kingston-upon-Hull     |  |  |       |  |  |                                         |  |  |                               |  |
|                                          |                                               | lady Evelyn Pierrepont                    | Evelyn Pierrepont, I duca di Kingston-upon-Hull     |  |  |       |  |  |                                         |  |  |                               |  |
|                                          |                                               | lady Evelyn Pierrepont                    | lady Mary Feilding                                  |  |  |       |  |  |                                         |  |  |                               |  |
| John Russell, VI duca di Bedford         |                                               | lady Evelyn Pierrepont                    |                                                     |  |  |       |  |  |                                         |  |  |                               |  |
|                                          | Arnold Joost van Keppel, I conte di Albemarle | Oswald van Keppel                         |                                                     |  |  |       |  |  |                                         |  |  |                               |  |
|                                          | Arnold Joost van Keppel, I conte di Albemarle | Oswald van Keppel                         |                                                     |  |  |       |  |  |                                         |  |  |                               |  |
|                                          | Arnold Joost van Keppel, I conte di Albemarle | Anna Geertruid van Lintelo                |                                                     |  |  |       |  |  |                                         |  |  |                               |  |
| Willem van Keppel, II conte di Albemarle | Arnold Joost van Keppel, I conte di Albemarle |                                           |                                                     |  |  |       |  |  |                                         |  |  |                               |  |
|                                          |                                               | Geertruid Johanna de Quirina van der Duyn | Adam van der Duyn                                   |  |  |       |  |  |                                         |  |  |                               |  |
|                                          |                                               | Geertruid Johanna de Quirina van der Duyn | Adam van der Duyn                                   |  |  |       |  |  |                                         |  |  |                               |  |
|                                          |                                               | Geertruid Johanna de Quirina van der Duyn | Geertruid Pieterson                                 |  |  |       |  |  |                                         |  |  |                               |  |
| lady Elizabeth Keppel                    |                                               | Geertruid Johanna de Quirina van der Duyn |                                                     |  |  |       |  |  |                                         |  |  |                               |  |
|                                          |                                               | Charles Lennox, I duca di Richmond        | Charles II, re d'Inghilterra, di Scozia e d'Irlanda |  |  |       |  |  |                                         |  |  |                               |  |
|                                          |                                               | Charles Lennox, I duca di Richmond        | Charles II, re d'Inghilterra, di Scozia e d'Irlanda |  |  |       |  |  |                                         |  |  |                               |  |
|                                          |                                               | Charles Lennox, I duca di Richmond        | Louise Renée de Penancoët de Kérouaille             |  |  |       |  |  |                                         |  |  |                               |  |
| lady Anne Lennox                         |                                               | Charles Lennox, I duca di Richmond        |                                                     |  |  |       |  |  |                                         |  |  |                               |  |
|                                          |                                               | hon. Anne Brudenell                       | Francis Brudenell, lord Brudenell                   |  |  |       |  |  |                                         |  |  |                               |  |
|                                          |                                               | hon. Anne Brudenell                       | Francis Brudenell, lord Brudenell                   |  |  |       |  |  |                                         |  |  |                               |  |
|                                          |                                               | hon. Anne Brudenell                       | lady Frances Savile                                 |  |  |       |  |  |                                         |  |  |                               |  |
|                                          |                                               | hon. Anne Brudenell                       |                                                     |  |  |       |  |  |                                         |  |  |                               |  |